# 2019冠状病毒病列支敦士登疫情

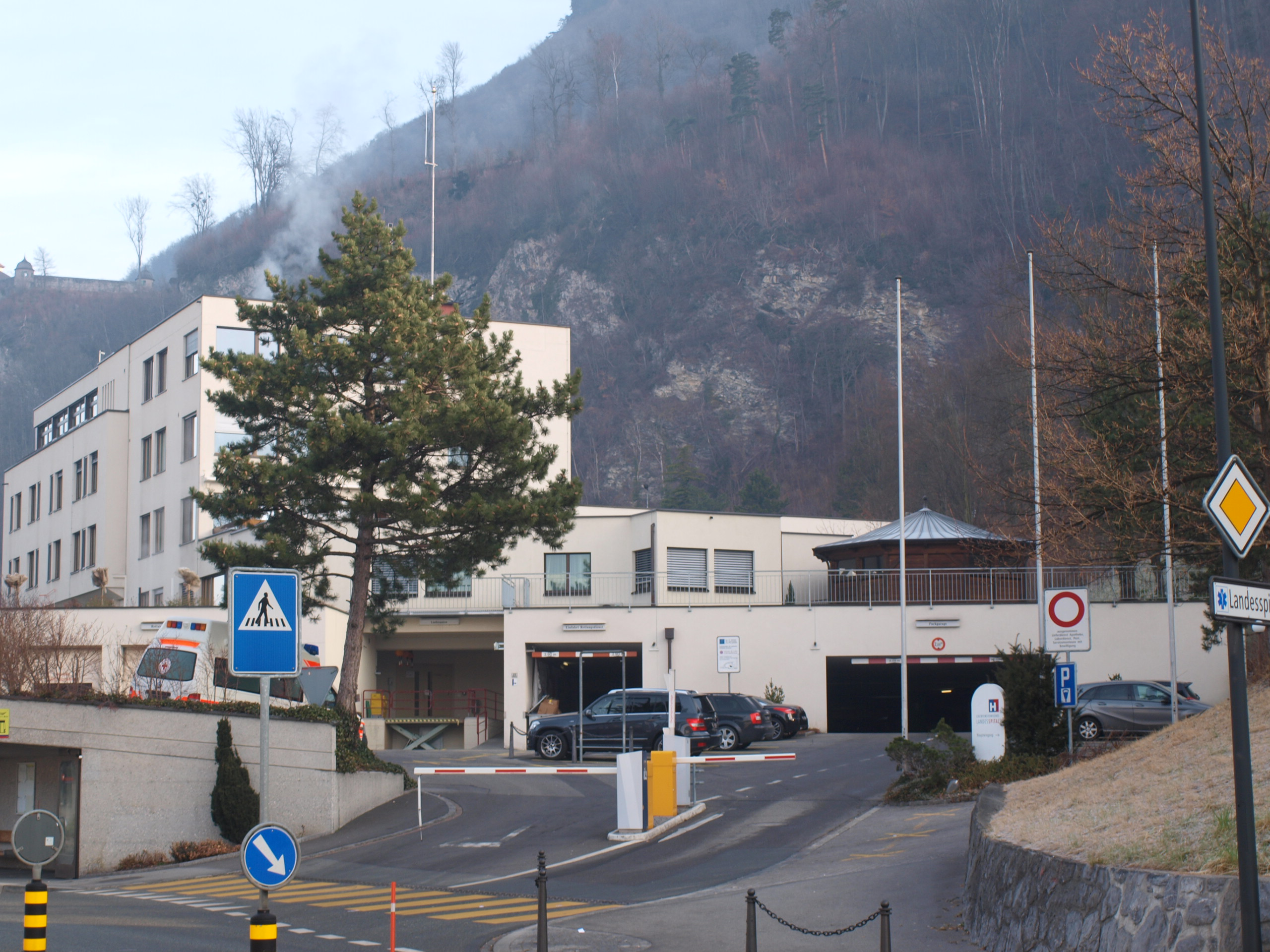
列支敦士登国立医院，在列支敦士登应对新冠病毒方面发挥着关键作用

2019冠状病毒病列支敦士登疫情，介绍在2019冠状病毒病疫情中，在列支敦士登发生的情况。2019冠状病毒病于2020年3月波及列支敦士登。

## 时间轴

### 2020年2月
2月11日，列支敦士登政府设立了“2019‐nCoV新型冠状病毒”工作组（Stab „neues Coronavirus 2019‐nCoV“），在政府参议员毛罗·佩德拉齐尼（Mauro Pedrazzini）的主持下，工作组将监测新冠病毒的发展并采取必要措施。2月26日，政府宣布该国已经为可能出现的冠状病毒病例做了大量准备工作，尽管彼时尚无确诊病例报道。2月27日，政府宣布此前两个列支敦士登疑似病例的新冠病毒检测结果呈阴性。

### 2020年3月
3月3日，该国报道了第一例病例，一名曾与一位瑞士感染者接触过的年轻男子。该男子出现了症状并前往国立医院就医，后被证实感染了新冠病毒，目前于国立医院隔离。
3月16日，列支敦士登政府对列支敦士登的社交活动加以限制，如对娱乐及休闲活动实行禁令，以减缓新冠病毒在该国的传播。3月17日和3月20日，政府进一步地收紧了措施。
3月21日，列支敦士登国家警察宣布，目前有三名警官新冠病毒检测结果呈阳性，现均已隔离。共有44名于列支敦士登居住者被检测出新冠病毒呈阳性。
3月23日，报道称列支敦士登有51例新冠病毒检测结果呈阳性的病例。政府还宣布将增加列支敦士登的病床数量，并建立新的检测设施。
3月25日，共有53名于列支敦士登居住者被检测出新冠病毒呈阳性。
3月26日，新增3例确诊病例，共计56例。
3月28日，列支敦士登确诊病例增至61例。

### 2020年4月
4月1日，列支敦士登确诊病例增至72例。

## 统计
列支敦士登政府在其网站上的每日通报中登出该国已报道病例的数量：
列支敦士登病例数